# Christopher Hübner
Christopher Hübner (* 15. November 1986 in Wiesbaden) ist ein ehemaliger deutscher Fußballspieler.

## Karriere
Christopher Hübner war von Geburt an fest mit dem SV Wehen Wiesbaden verbunden, da sein Vater Bruno Hübner, ehemaliger Bundesligaspieler beim 1. FC Kaiserslautern, dem damals noch SV Wehen zum Aufstieg von der Kreisklasse in die Landesliga verhalf. Während Christophs jüngere Brüder Benjamin Hübner und Florian Hübner bereits für den SV Wehen Wiesbaden in der 3. Liga am Ball waren, konnte Christopher Hübner keine Einsätze in der 1. Mannschaft verbuchen.
So wechselte Hübner zur Saison 2011/12 zum gerade in die 3. Liga aufgestiegenen SV Darmstadt 98, für den er am 16. August 2011 sein erstes Drittligaspiel absolvierte: Beim 1:0-Auswärtssieg der Lilien beim SV Wehen Wiesbaden wurde er in der 90. Minute eingewechselt. Am Ende der Saison verließ er den Verein wieder und wechselte zum Verbandsligisten SV Wiesbaden, mit dem er in der Spielzeit 2012/13 als Meister in die Hessenliga aufstieg. Zum Ende der Saison 2015/16 beendete er seine Karriere.